# Berkelella caledonica
Berkelella caledonica är en svampart som först beskrevs av Narcisse Theophile Patouillard, och fick sitt nu gällande namn av Pier Andrea Saccardo 1888. Berkelella caledonica ingår i släktet Berkelella och familjen Clavicipitaceae.   Inga underarter finns listade i Catalogue of Life.